# Prunetto

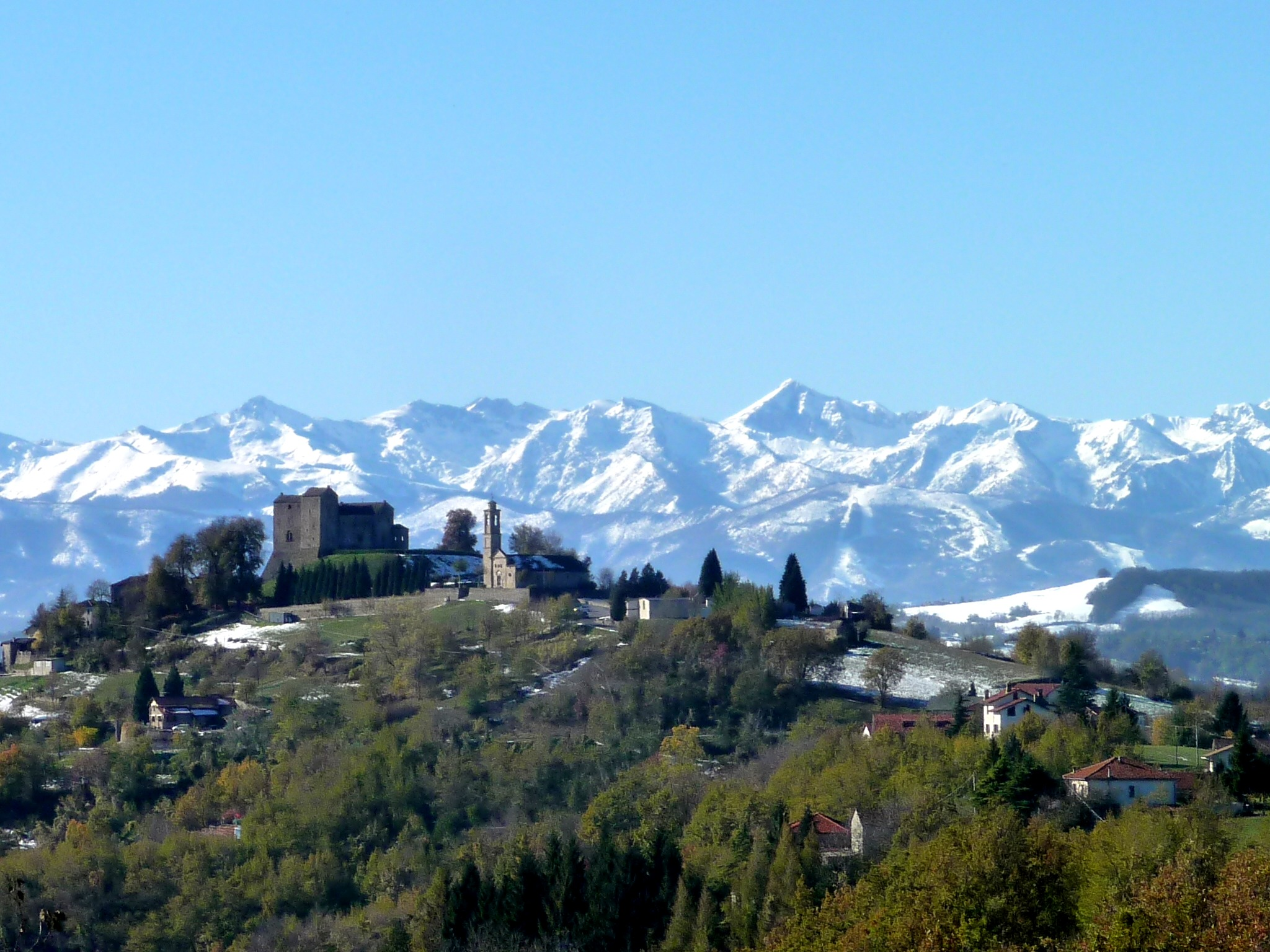
Panorama del paese

Prunetto (Prunèj o Prinaj in piemontese) è un comune italiano di 380 abitanti della provincia di Cuneo in Piemonte. Fu uno dei comuni maggiormente colpiti dall'alluvione del 1994.

## Storia
Una delle prime attestazioni del paese risale al 1179 con una bolla di papa Alessandro III ( datata 5 maggio e conservata all'Archivio di Stato di Torino) in cui gli abitanti del villaggio devono pagare un canone annuo al monastero di San Quintino, a Spigno Monferrato, per l'usufrutto di vasti possidementi. Vi contribuiscono anche gli abitanti di Camerana, Gorzegno e Carcare.

## Monumenti e luoghi d'interesse
Il paese sorge sulla riva destra della Valle Bormida, veloce via di comunicazione per la Riviera ligure di ponente e il Monferrato.
Dal fianco opposto, guardando verso la vicina valle Uzzone, il comune gode di un panorama selvaggio e boscoso, dove in estate difficilmente si toccano i 30°.
Queste caratteristiche hanno portato, dagli anni novanta, un gran numero di residenti tedeschi e svizzeri, perfettamente integrati nella piccola comunità.

### Castello
Teatro della guerriglia partigiana sul finire della seconda guerra mondiale, Prunetto si sviluppa all'ombra del suo castello, ora inserito nel circuito dei "Castelli Aperti" del Basso Piemonte.
L'edificio sorge su un bric (cocuzzolo in lingua piemontese) a 750 m di quota, e, nelle giornate terse è incoronato dalla mole del Monviso. Risale probabilmente al XII-XIII secolo quando, attorno alla grande torre quadrata (dell'XI secolo), la potente famiglia dei Del Carretto edificò l'austera fortezza.
I Del Carretto lasciarono il posto agli Scarampi (XVI secolo) ma il feudo rimase sempre indipendente (immediato) e sotto tutela imperiale  fino al passaggio a Casa Savoia nel 1735.
Durante i secoli il castello non ha subito molte modifiche ed è quasi completamente visitabile, compresi i sotterranei.

### Santuario della Madonna del Carmine
A pochi metri dal castello, nel piccolo santuario della Madonna del Carmine (XIV secolo), sopravvivono gli affreschi del pittore monregalese Segurano Cigna risalenti al 1478. Sul muro sinistro della chiesa, è visibile l'incisione di un "fiore a sei petali" (vedi fiore della vita), motivo tipico dell'area alpina e spesso associato alla cultura celtica. Prima della costruzione della nuova parrocchia "con pio e generoso pensiero" di Delfina Ratto, l'attuale santuario è stato fino al 1904 l'antica chiesa parrocchiale anch'essa dedicata a san Lorenzo martire.
Dalla relazione parrocchiale del 1770 (d. Giovanni Stefano del Prato, preposito della parrocchia di San Lorenzo martire, diocesi di Alba):
"Della Chiesa e di cose ad essa appartenenti. Di questa Chiesa dedicata al Santo Titolare Martire Lorenzo non s'ha memoria della fondazione (…) ella è costrutta a tre navi con volta (…). L'altar maggiore è di legno con tabernacolo alto in mezzo della cui mensa vi è collocata la pietra consacrata portatile (…).  Dalla parte destra v'è l'altare della Comp(agni)a del SS. Rosario, indi la Cappella di S. Rocco di jus patronato della Casa CASTELLI quale ha balaustra di pietra.  Dalla parte sinistra v'è l'altare di S. Antonio di Padova di jus patronato della Casa RATTO, indi la cappella della Comp(agni)a del Suffragio e tutti questi altari sono alla Romana attaccati al muro. (…) Vi sono tre banchi uno del Sig(no)r Marchese SCARAMPI Barone del luogo, gli altri due spettano alla famiglia RATTO . (…)".  Nella relazione parrocchiale del 1779 si parla ancora di banchi e altari: "(…) nella Parrocchiale vi sono tre banchi: un del Sig. Marchese SCARAMPI Padrone di questo luogo, gli altri due appartengono agli eredi del fu Gio(vanni) Andrea RATTO. (…) Degli Altari. In questa Chiesa Parrocchiale vi sono cinque Altari: il Maggiore sotto l'invocazione di S. Lorenzo, il secondo sotto l'invocazione della Madon(n)a del Rosario, il terzo sotto l'invocazione dei Santi Giuseppe, Antonio di Padova, Cosma e Damiano, il quarto sotto l'invocazione dei Santi Felice e (illeggibile) il quinto sotto l'invocazione dei Santi Rocco e Francesco d'As(s)isi: Non si sa, né si ha memoria da qual anno siano stati eretti (…) Altare dei S(an)ti Giuseppe, Antonio da Padova, Cosma e Damiano, quale essendo di Giuspatronato degli eredi fu Gio(vanni) Andrea RATTO si ricopre con le tovaglie della Sagrestia Parrocchiale.(…)". (Archivio della Curia Vescovile di Mondovì - fascicolo Prunetto).

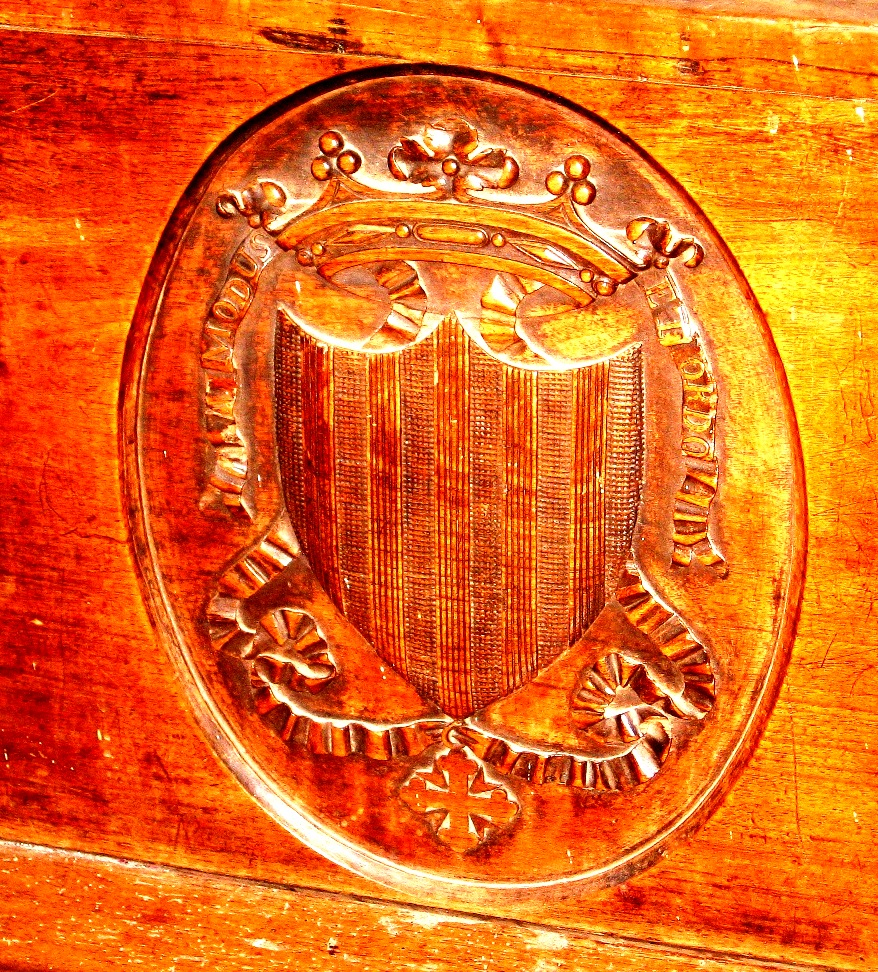
Stemma dei marchesi Scarampi intagliato su un banco in legno. Il diritto di banco era riservato al marchese Scarampi, signore del luogo (un banco) e alla nobile famiglia Ratto, discendente da Giovanni Andrea (due banchi), posti rispettivamente davanti ai propri altari di jus patronato familiare, tuttora esistenti.

## Società

### Evoluzione demografica
Abitanti censiti

## Cultura

### Eventi
Il 2º sabato di luglio c'è "Degustando tra i borghi" passeggiata gastronomica nel parco del castello.
La 3ª domenica di settembre c'è la "Festa di San Matteo".
Il castello di Prunetto ospita spesso iniziative di carattere culturale.

## Amministrazione
Di seguito è presentata una tabella relativa alle amministrazioni che si sono succedute in questo comune.
| Periodo        | Periodo        | Primo cittadino   | Partito                       | Carica  | Note  |
| -------------- | -------------- | ----------------- | ----------------------------- | ------- | ----- |
| 26 luglio 1987 | 20 giugno 1992 | Giuseppe Albesano | lista civica                  | Sindaco | [ 5 ] |
| 26 giugno 1992 | 28 aprile 1997 | Luigi Costa       | lista civica                  | Sindaco | [ 5 ] |
| 28 aprile 1997 | 14 maggio 2001 | Luigi Costa       | -                             | Sindaco | [ 5 ] |
| 26 maggio 2001 | 30 maggio 2006 | Luigi Costa       | lista civica                  | Sindaco | [ 5 ] |
| 30 maggio 2006 | 16 maggio 2011 | Sandro Franchello | lista civica: orizzonti nuovi | Sindaco | [ 5 ] |
| 16 maggio 2011 | in carica      | Luigi Costa       | lista civica: orizzonti nuovi | Sindaco | [ 5 ] |

### Altre informazioni amministrative
Il comune faceva parte della comunità montana Alta Langa e Langa delle Valli Bormida e Uzzone.